# Герб Погребищенського району
Герб Погребищенського району — офіційний символ Погребищенського району, затверджений 26 жовтня 2006 р. рішенням сесії районної ради.

## Опис
Щит поділений з верхнього лівого кута двома хвилястими з розширенням золотими смугами на дві частини: верхню лазурову та нижню пурпурову. У верхньому правому куті - золоте шістнадцятипроменеве сонце з людським обличчям; у верхньому лівому - золота вербова гілка; у нижньому лівому - срібний лапчастий хрест, у центрі якого на лазуровому щитку срібний півмісяць. Щит обрамлено вінком із золотих колосків і дубового листя, обвитим синьою стрічкою з золотим написом "Погребищенський район".